# 多賀谷勇
多賀谷 勇（たがや いさむ）は、幕末の志士。長州藩陪臣。

## 略歴
長州藩家老毛利元亮の家臣。安政6年（1859年）江戸に遊学して水戸藩士大場一真斎らと交流。万延元年（1860年）上京の途次、彦根で井伊直弼暗殺の徒党と誤認されて尋問される一幕もあった。江戸に戻った後は大橋訥庵を中心とする菊池教中らのグループに加わり、文久元年（1861年）公武合体に反対して尾高長七郎らとともに大橋・菊池を首魁とした攘夷計画を企てるものの、大橋自身がまず朝廷の意をもって討幕することを優先すべきと唱えたため成らなかった。文久2年（1862年）同志だった児島強介・平山兵助らが坂下門外の変を起こすと、これに関与したとして大橋らとともに捕らえられ、中追放として故郷右田で蟄居の身となったが、直後に特赦によって許された。以後も水戸系の志士として各地で活動したが、元治元年（1864年）郷里で死去した。